# Vijay Amritraj
Vijay Amritraj (in Tamil விஜய் அமிர்தராஜ்; Chennai, 14 dicembre 1953) è un ex tennista, attore e telecronista sportivo indiano.
È fratello di Anand e Ashok, anch'essi ex tennisti professionisti e tra i primi del loro paese a competere a livello internazionale. In coppia con Anand ha raggiunto la semifinale del doppio a Torneo di Wimbledon 1976. Anche il figlio Prakash e il nipote Stephen sono diventati giocatori di tennis professionisti.

## Carriera sportiva
Giocatore nato sull'erba e dotato di uno stile di gioco serve & volley, ottenne i primi successi nel 1973, quando raggiunse in due occasioni i quarti di finale in tornei del Grande Slam.
In carriera ha vinto 28 tornei del circuito maggiore, quindici in singolare e tredici in doppio. Famose le sue cinque vittorie su undici incontri disputati contro Connors; e l'affermazione su John McEnroe al Cincinnati Open 1984: anno in cui il campione americano perse solo 3 incontri.
I suoi migliori risultati nelle prove del Grande Slam sono stati i quarti di finale in singolare al Torneo di Wimbledon 1973 e 1981 e agli US Open 1973 e 1974. In doppio ha giocato la semifinale al Torneo di Wimbledon 1976 e i quarti di finale agli US Open 1973 e 1976.
Nel 1970 fece il suo esordio nella squadra indiana di Coppa Davis, con la quale raggiunse la finale nelle edizioni del 1974 e del 1987. Nel 1974 il governo indiano rifiutò di mandare la squadra a giocare la finale in Sudafrica per protestare contro la politica dell'apartheid vigente in quel Paese, e la coppa fu assegnata ai sudafricani. Nel 1987 l'india perse la finale per 5-0 contro la Svezia a Göteborg.
Memorabili per la storia del tennis italiano gli incontri vinti dalla squadra indiana nel 1985 sull'erba di Calcutta contro  gli azzurri capitanati da Adriano Panatta. Giocò tra i professionisti fino al 1990. Dopo essersi ritirato dall'agonismo, fu capitano della squadra indiana di Coppa Davis e fece un'ultima apparizione in veste di giocatore in singolare nel 1993. Nel 2024 Amritraj fu ammesso alla International Tennis Hall of Fame nella categoria collaboratori.

## Carriera cinematografica e televisiva
Amritraj vanta anche una breve carriera di attore, essendo comparso in alcuni film come Octopussy - Operazione piovra e Rotta verso la Terra. Ha inoltre partecipato come ospite a varie trasmissioni televisive tra cui le serie Cuore e batticuore e Stazione di polizia. Ha in seguito abbracciato la carriera di commentatore sportivo.

## Statistiche

### Singolare

#### Vittorie: 15
| Legenda                |
| ---------------------- |
| Grande Slam (0)        |
| ATP Masters Series (0) |
| ATP Tour (15)          |

| N.  | Data           | Torneo                                         | Superficie    | Avversari in finale | Punteggio                |
| 1.  | Luglio 1973    | Bretton Woods International, Bretton Woods     | Terra         | Jimmy Connors       | 7–5, 2–6, 7–5            |
| 2.  | Ottobre 1973   | Indian Open, Nuova Delhi (1)                   | Erba          | Mal Anderson        | 6–4, 5–7, 8–9, 6–3, 11–9 |
| 3.  | Giugno 1974    | Kent Championships, Beckenham                  | Erba          | Tom Gorman          | 6–7, 6–2, 6–4            |
| 4.  | Agosto 1975    | Columbus Open, Columbus                        | Cemento       | Bob Lutz            | 6–4, 7–5                 |
| 5.  | Novembre 1975  | Indian Open, Calcutta (2)                      | Terra         | Manuel Orantes      | 7–5, 6–3                 |
| 6.  | Marzo 1976     | US Indoor Open, Memphis                        | Sintetico (i) | Stan Smith          | 6–2, 0–6, 6–0            |
| 7.  | Settembre 1976 | Hall of Fame Tennis Championships, Newport (1) | Erba          | Brian Teacher       | 6–3, 4–6, 6–3, 6–1       |
| 8.  | Gennaio 1977   | New Zealand Open, Auckland                     | Erba          | Tim Wilkison        | 7–6, 5–7, 6–1, 6–2       |
| 9.  | Novembre 1977  | Indian Open, Bombay (3)                        | Terra         | Terry Moor          | 7–6, 6–4                 |
| 10. | Settembre 1978 | Mexico City Open, Città del Messico            | Sintetico (i) | Raúl Ramírez        | 6–4, 6–4                 |
| 11. | Novembre 1979  | Indian Open, Bombay (4)                        | Terra         | Peter Elter         | 6–1, 7–5                 |
| 12. | Luglio 1980    | Hall of Fame Tennis Championships, Newport (2) | Erba          | Andrew Pattison     | 6–1, 5–7, 6–3            |
| 13. | Novembre 1980  | Bangkok Tennis Classic, Bangkok                | Sintetico (i) | Brian Teacher       | 6–3, 7–5                 |
| 14. | Luglio 1984    | Hall of Fame Tennis Championships, Newport (3) | Erba          | Tim Mayotte         | 3–6, 6–4, 6–4            |
| 15. | Giugno 1986    | Bristol Open, Bristol                          | Erba          | Henri Leconte       | 7–6, 1–6, 8–6            |

### Doppio

#### Vittorie: 13
| N.  | Data           | Torneo                                         | Superficie    | Compagno        | Avversari in finale              | Punteggio          |
| 1.  | Agosto 1974    | Columbus Open, Columbus                        | Cemento       | Anand Amritraj  | Tom Gorman Bob Lutz              | walkover           |
| 2.  | Novembre 1974  | Indian Open, Bombay                            | Terra         | Anand Amritraj  | Dick Crealy Onny Parun           | 6–4, 7–6           |
| 3.  | Marzo 1975     | Atlanta Open, Atlanta                          | Sintetico (i) | Anand Amritraj  | Mark Cox Cliff Drysdale          | 6–3, 6–2           |
| 4.  | Settembre 1975 | Los Angeles Open, Los Angeles                  | Cemento       | Anand Amritraj  | Cliff Drysdale Marty Riessen     | 7–6, 4–6, 6–4      |
| 5.  | Marzo 1976     | US Indoor Open, Memphis                        | Sintetico (i) | Anand Amritraj  | Roscoe Tanner Marty Riessen      | 6–3, 6–4           |
| 6.  | Maggio 1977    | Masters Doubles WCT, Kansas City               | Sintetico (i) | Dick Stockton   | Vitas Gerulaitis Adriano Panatta | 7–6, 7–6, 4–6, 6–3 |
| 7.  | Giugno 1977    | Queen's Club Championships, Londra             | Erba          | Anand Amritraj  | David Lloyd John Lloyd           | 6–1, 6–2           |
| 8.  | Settembre 1978 | Mexico City Open, Città del Messico            | Sintetico (i) | Anand Amritraj  | Fred McNair Raúl Ramírez         | 6–4, 7–5           |
| 9.  | Marzo 1980     | Rotterdam Open, Rotterdam                      | Sintetico (i) | Stan Smith      | Bill Scanlon Brian Teacher       | 6–4, 6–3           |
| 10. | Marzo 1980     | Frankfurt Grand Prix, Francoforte              | Sintetico (i) | Stan Smith      | Andrew Pattison Butch Walts      | 6–7, 6–2, 6–2      |
| 11. | Novembre 1982  | Chicago WCT, Chicago                           | Sintetico (i) | Anand Amritraj  | Mike Cahill Bruce Manson         | 3–6, 6–3, 6–3      |
| 12. | Luglio 1983    | Hall of Fame Tennis Championships, Newport (1) | Erba          | John Fitzgerald | Tim Gullikson Tom Gullikson      | 6–3, 6–4           |
| 13. | Luglio 1986    | Hall of Fame Tennis Championships, Newport (2) | Erba          | Tim Wilkison    | Eddie Edwards Francisco González | 4–6, 7–5, 7–6      |